# Peter Krause
Peter William Krause (/ˈkraʊzə/; sinh ngày 12 tháng 8 năm 1965) là một diễn viên người Mỹ.
Với vai Nate Fisher trong Six Feet Under (2001 - 2005), Krause được đề cử ba giải Primetime Emmy, hai giải Quả cầu vàng và bảy giải SAG.